# Bragai Szent Márton
Bragai vagy Dumiói/ Dumé-i Szent Márton (latinul: Martinus Bracarensis), (510/520 körül – 579. március 20.) pannóniai származású kora középkori portugál szent, filozófus, teológus.

## Élete
Pannóniában született, valamikor 520 körül, a Kelet-Római Birodalomban megfordult Palesztinában és Itália bizánci fennhatóság alá visszakerült részein, ahol alapos irodalmi műveltséget szerzett. 550 körül jutott el az akkoriban a szvébek uralma alatt álló hispániai Galíciába. Az egyik történetíró szerint éppen akkor érkezett meg, 550 körül, mikor Tours-i Szent Márton ereklyéi is megérkeztek – később Bragai Márton maga is Tours-i Szent Mártont választotta patrónusának, a saját templomának homlokzatára be is vésetett egy, a Tours-i Szent Márton tiszteletére általa írt verset. Emiatt gyakran összekeverik a két Szent Mártont.
Bragai Márton a Bragai breviárium szerint 556-ban szerzetes lett, majd Dumióban, a svéb királyok székhelyén kolostort  alapított. Valamikor 569 előtt püspökké választották. Életének kiemelkedő fontosságú eseménye volt az 572-es II. bragai zsinat, ahol már Braga érsekeként elnökölt. Bragai Szent Márton 580 körül halt meg.

## Munkássága
Bragai Márton tevékenysége jól tükrözi a kora középkor viszonyait – a rómaiságnak és a barbaricumnak egymással folytatott harcát. Működése a iustinianusi restauráció idejére esik és talán ő maga is Iustinianus ihletésére érkezett Hispániába. Célja a rómaiság krisztianizált változatának terjesztése volt. Egyfelől a beözönlő barbár népeket igyekezett áttéríteni a katolicizmusra, másfelől fellépett korának keresztény eretnekségei, elsősorban a priscilliánus eretnekség, valamint a tovább élő pogányság ellen.
Már magának Mártonnak a megérkezése is összefüggött a szvébek katolikus hitre való áttérésével. A legenda szerint Theodomir királyfi súlyos betegségben szenvedett, ami miatt apja Carraric király ereklyéket kért a Tours-i Szent Márton templomból. A királyfi természetesen felgyógyult, ami miatt a katolicizmus kezdett elterjedni a szvébek között.
Műveit az Opúsculos de S. Martinho Bracharense (Bragai Szent Márton művei) összefoglaló néven emlegetik. Írásai három különféle műfajt képviselnek, nevezetesen az aszkétikus-morálist, a lírait és a kánoni-liturgikust.
Irodalmi munkásságának egyik kiemelkedő darabja a Falusiak jobbításáról (De correctione rusticorum) címet viselő értekezése. Ebben a műben, melyet Astorgia püspökének, Polemiusnak a felkérésére írt, összefoglalja a kora középkori kereszténység nézeteit a pogány vallásokról. Hasonlóan az ókori hellén valláskritikus Euhémeroszhoz és a keresztény Firmicus Maternus által leírtakhoz, Márton is úgy véli, hogy a pogány istenek (Juppiter, Mars, Vénusz stb) valaha emberek voltak, akik tetteikkel tűntek ki. Keresztényi meggyőződése viszont azt mondatja vele, hogy ezeket az embereket démonok szállták meg, és céljuk az volt, hogy az embert eltérítsék az igaz isten imádásától. Emiatt javasolja Márton, hogy a hét napjainak nevét ne a pogány istenekről nevezzék el (pl. a szerda, azaz Mercurii Dies – Merkuriusz napja a mai franciában Mercredi), hanem egyszerűen kapjanak sorszámnevet – Márton hatásának tudható be, hogy az újlatin nyelvek közül egyedül a portugál az, amelyben ez az elnevezési rendszer elterjedt.
Márton szerzetesi közösséget is alapított – ennek a közösségnek a reguláját, szabályzatát képezték a Sivatagi atyák mondásai. Az egyiptomi sivatagban élő őskeresztény remeték mondásait és tetteit összefoglaló kompilációk népszerű alkotások voltak a Kelet-Római Birodalom területén. Márton megkérte egyik tanítványát, Paschasiust, hogy fordítsa le az egyik ilyen gyűjteményt, majd maga is – részben felhasználva Paschasius fordítását – latinra ültetett át az eredetileg görög nyelvű szentenciákból 110 darabot.
Legkiemelkedőbb alkotásai közé tartozik egy trilógia, melyben Johannes Cassianus nyomán a hiúság (Pro repellenda jactantia – A Hiúság elutasításáról), a gőg (De Superbia – A gőgről) és az alázat (Exhortatio humilitatis – Az alázatra való buzdítás) kérdéskörét tárgyalja. A középkori erkölcstan tételeinek megalapozásához járult hozzá a Tisztességes élet alapelvei (Formula vitae honestae) című művével, melyben a négy fő keresztényi erényː az okosság, a nagylelkűség, a mértékletesség és az igazságosság témáit taglalja. A középkor az ifjabb Senecát kereszténynek tartotta, emiatt műveit előszeretettel másolták, így azok szinte teljes egészükben fennmaradtak. Márton De ira, azaz A haragról című értekezése is Seneca De ira című művének a rövidítése.
Más, kánonjogi tartalmú műveket is írt, pl a püspökök feladatairól.
Szentté avatták, ünnepe november 11.

## Kapcsolatai korabeli római írókkal
Bár a kora középkort általában a műveltségbeli és nyelvhasználatban egyaránt megmutatkozó hanyatlás periódusának tartják, mégis meglepő irodalmi pezsgés jellemezte. Bragai Márton kapcsolatban állt Venantius Fortunatus-szal, levelezésében megemlékezik róla a szintén kortárs Nagy Szent Gergely pápa. Szerepel a kortárs Tours-i Szent Gergely valamint a későbbi Sevillai Izidor krónikájában,
Ebben az időben halt meg Szent Márton, Galícia püspöke, ami nagy gyászt okozott a nép körében. Pannóniai származású volt, később Keletre igyekezett a szent helyek meglátogatására, és annyira kiművelte magát az irodalomban, hogy senkit nem lehetett hozzá hasonlítani a maga idejében. Ezután Galíciába jött, ahol püspöknek iktatták be ugyanakkor, amikor Szent Márton ereklyéit Tours-ból idehozták. Több mint harminc évet töltött el székében, és erényekkel bővelkedve költözött az úrhoz. Verseket is írt, amelyek a Szent Márton-bazilika déli kapuja felett olvashatók"